# أدريان روميرو
أدريان مارسيلو روميرو غونزاليس (بالإسبانية: Adrián Romero González) (مواليد 25 يونيو 1977 في مونتيفيديو) لاعب كرة قدم أوروغواياني دولي يجيد اللعب في خط الدفاع . يلعب حاليا لصالح نادي كيريتارو المكسيكي من سنة 2009 .

## روابط خارجية
- أدريان روميرو على موقع قاعدة بيانات كرة القدم.إي يو (الإنجليزية)
- أدريان روميرو على موقع ناشيونال فوتبول تيمز (الإنجليزية)
- أدريان روميرو على موقع Soccerway.com (الإنجليزية)